# NGC 2867
NGC 2867（Caldwell 90）は、りゅうこつ座にある惑星状星雲である。1834年4月1日にジョン・ハーシェルが発見した（この日はエイプリルフールであったが、皮肉なことに、彼は当初、自分が新しい惑星を発見したと考えた）。